# Sarong

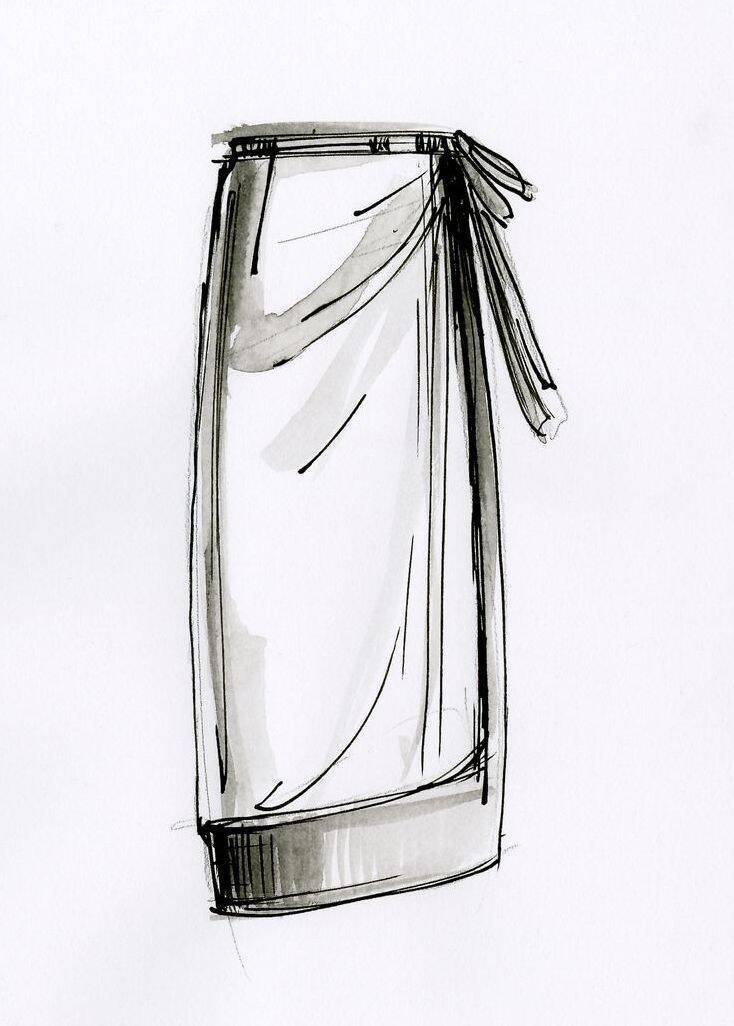
Disegno di un sarong.

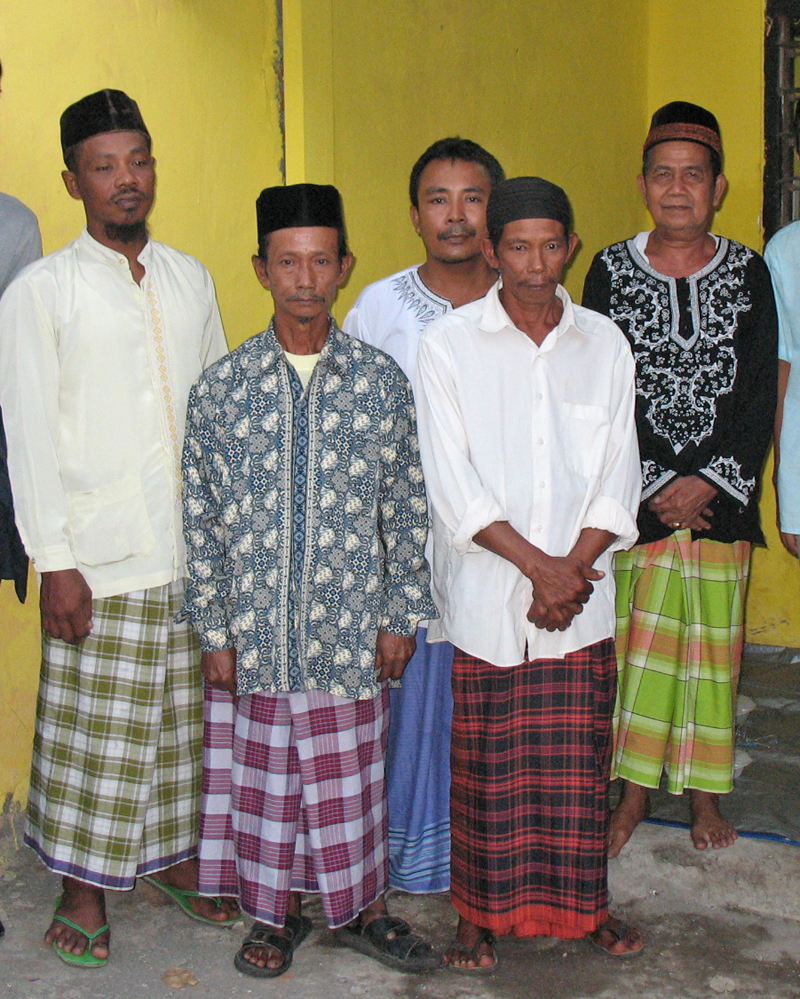
Uomini in sarong.

Il sarong o sarung ([ˈsaɾoŋ] in malese, e [səˈrɒŋ] in inglese) è un largo pezzo di cotone o seta, drappeggiato intorno alla vita e indossato come una gonna da uomini e donne in molte zone dell'Asia del Sud, del Sud-Est e dell'Est, nel Corno d'Africa, e in alcune isole del Pacifico. 
La stoffa è spesso tinta con colori brillanti, o stampata con motivi complessi raffiguranti animali o piante, scacchi, varie geometrie e fantasie. Viene spesso indossato insieme al kebaya.
I sarong sono anche utilizzati come drappeggi per pareti, o altre forme di abbigliamento come scialli, abiti interi o marsupi per portare i bambini. In linea di massima l'utilizzo che se ne fa è simile a quello del pareo polinesiano.
Da metà anni ottanta è entrato a far parte della moda occidentale, allorché alcuni stilisti come Ungaro, Versace e Armani produssero alcuni modelli di gonne sarong.

## Varianti
L'indumento base conosciuto internazionalmente come sarong, di origine prettamente malese, ha degli indumenti analoghi in tutto il mondo; a seconda delle varianti di stile, assume nomi differenti: 
- In Africa è conosciuto come kanga nella versione femminile o kikoi in quella maschile. In Madagascar viene chiamato lamba, in Malawi è conosciuto col nome di chitenje, in Mozambico diventa capulana, in Zimbabwe è lo zambias.
- Nell'Asia del Sud si fa riferimento al sarong con il nome lungi. In India differenti varianti del capo vengono chiamate dhoti, veshti, pancha o mundu. Con il nome mundu è conosciuto anche nelle Maldive e nello stato di Kerala. Nella regione di Punjab viene identificato col nome maylee (per uomini) o gamcha (per donne). Nello Sri Lanka è chiamato sarama.
- In Cambogia viene utilizzato in alternanza al locale sampot. In Indonesia kain sarung, in Malaysia kain, kain pelikat, kain sarung, o kain sampin, in Birmania longyi e nelle Filippine malong.
- Fra le isole dell'oceano Pacifico è chiamato sulu alle Figi, pareo alle Hawaii, tok-pisin in Papua Nuova Guinea, hạ' fạli a Rotuma, lavalava a Samoa, pāreu a Tahiti e tupenu a Tonga.

## Il sarong nel cinema
Diverse pellicole, soprattutto negli anni trenta e quaranta ambientate nei mari del sud, mostravano spesso personaggi con indosso il sarong. L'attrice Dorothy Lamour in particolare fu soprannominata "ragazza sarong" per via del numero di pellicole in cui indossava tale capo, a cominciare da Uragano, girato nel 1937.

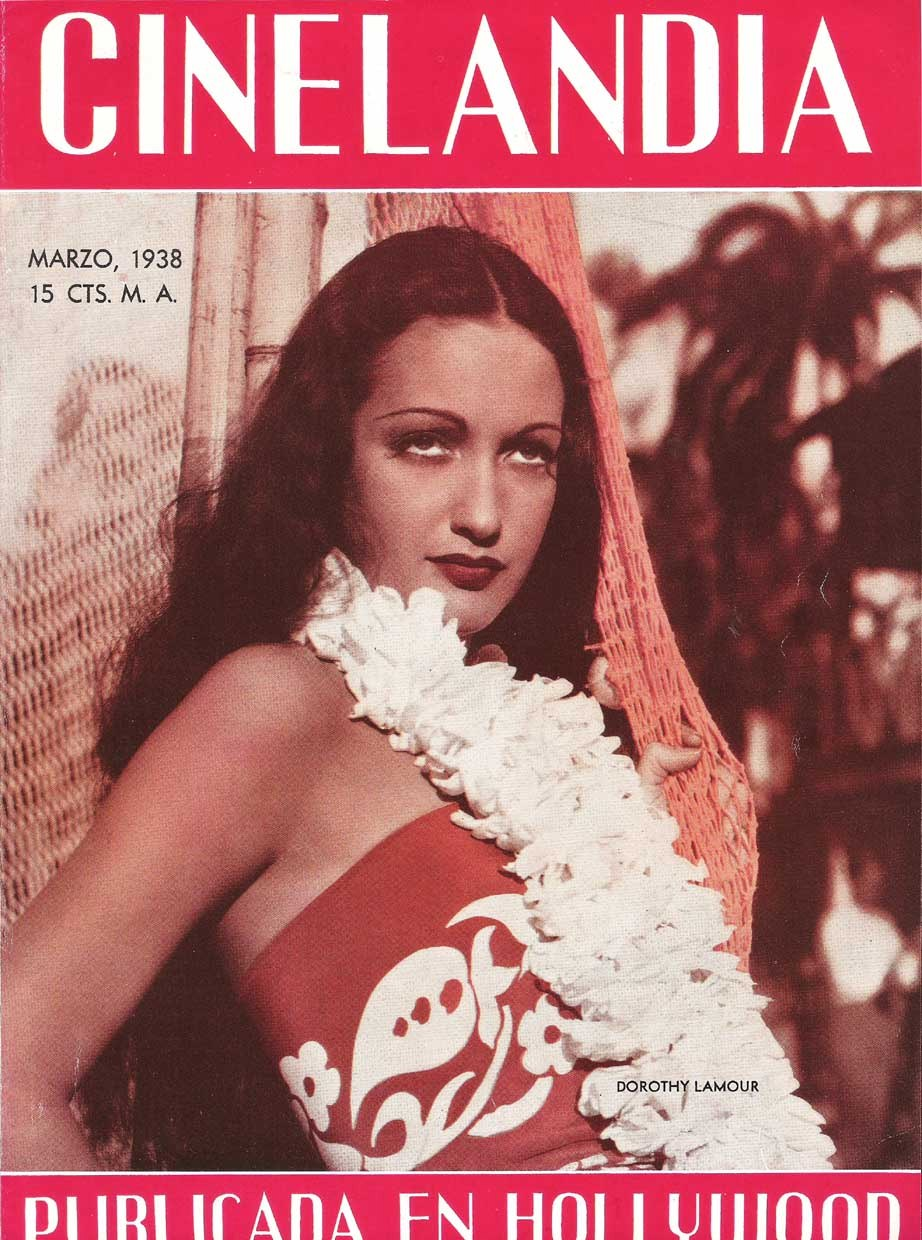
Dorothy Lamour (1938)
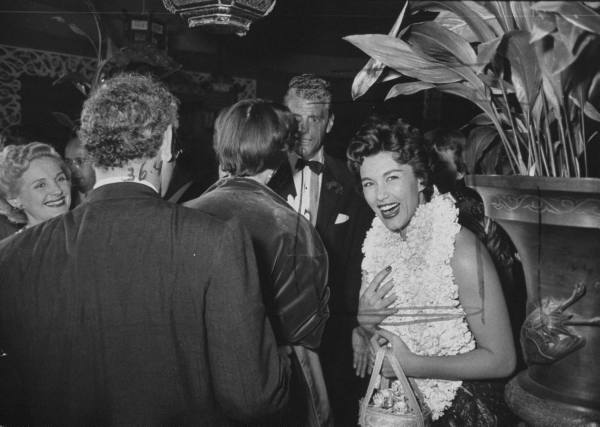
Linda Christian a una festa (1954)